# 4 in Love
4 in Love est un groupe pop féminin taiwanais créé en 2000, composé de quatre chanteuses nées entre 1981 et 1984: Ling Chia-lin, Huang Hsiao-rou, Yang Cheng-lin, et Chang Chi-huey, portant des noms de scènes anglophones touchant à la météorologie: Cloudie (Ling), Sunnie (Huang), Rainie (Yang), et Windie (Chang). Le groupe se sépare en 2002, après deux albums. 
Rainie Yang, qui s'est fait remarquer en jouant dans le drama Meteor Garden en 2001, rencontre le succès en tant qu'actrice et continue une carrière de chanteuse en solo. 
| Past members | Cloudie Ling, Sunnie Huang, Rainie Yang, Windie Chang |

## Discographie
Albums
- 27.11.2000 : Fall In Love
- 19.07.2001 : 誰怕誰